# هاياو كوابا
هاياو كوابا (باليابانية: 川辺 駿) (8 سبتمبر 1995 في هيروشيما في اليابان – )؛ هو لاعب كرة قدم ياباني سابق كان يلعب كلاعب وسط.

## وصلات خارجية
- هاياو كوابا على موقع رابطة كرة القدم اليابانية للمحترفين (اليابانية)
- هاياو كوابا على موقع إي إس بي إن إف سي (الإنجليزية)
- هاياو كوابا على موقع قاعدة بيانات كرة القدم.إي يو (الإنجليزية)
- هاياو كوابا على موقع ليكيب (الفرنسية)
- هاياو كوابا على موقع ناشيونال فوتبول تيمز (الإنجليزية)
- هاياو كوابا على موقع Soccerbase.com (لاعب) (الإنجليزية)
- هاياو كوابا على موقع Soccerway.com (الإنجليزية)
- هاياو كوابا على موقع عالم كرة القدم.نت (الإنجليزية)
- هاياو كوابا على موقع كووورة